# 銅蜥龍屬

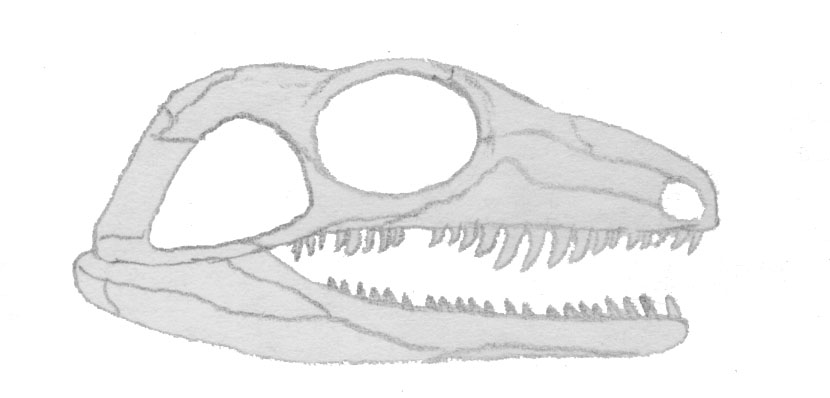
銅蜥龍的頭顱骨

銅蜥龍屬（學名：Aerosaurus）是種已滅絕合弓綱動物，是盤龍目蜥代龍科的一屬，生存於二疊紀早期的北美洲。化石被發現於美國新墨西哥州的艾爾哥巴爾（El Cobre，在西班牙文意為銅礦）。屬名來自於拉丁文的「銅」，古希臘文的「蜥蜴」。